# Bert Freed
Bert Freed (The Bronx, New York, 3 november 1919 - Sechelt, Canada, 2 augustus 1994) was een Amerikaans acteur. Hij maakte zijn Broadway-debuut in 1942 en maakte in 1947 zijn speelfilm-debuut.
Vooral gedurende de jaren 50 en 60 was hij niet van de televisie te slaan. Hij speelde vaak een rechercheur, een gangster, een sheriff of een hebzuchtige zakenman. In de film Invaders from Mars uit 1953, zeer bekend onder sf-fans, speelde hij de politiechef waarvan bezit genomen werd door aliens. Ook speelde hij de stoere smeris, soms corrupt, soms gewelddadig, soms racistisch, soms een combinatie van alle drie. In 1960 was hij de eerste acteur die de rol van Columbo vertolkte, in een aflevering van de televisieserie The Chevy Mystery Show. 
Verder speelde hij vele gastrollen in televisieseries, zo was hij onder meer te zien in Perry Mason, Ironside, Gunsmoke, Bonanza, The Partridge Family, The Streets of San Francisco, Charlie's Angels, McCloud en Knight Rider. Al met al vertolkte hij meer dan 170 rollen in films en televisieseries.
In 1986 was hij voor het laatst op de televisie te zien, in een aflevering van ABC Afterschool Specials. Op 74-jarige leeftijd overleed hij aan een hartaanval, tijdens een vis-vakantie met zijn zoon. Hij was getrouwd met Nancy Lee.
- Bibliothèque nationale de France: cb14178929g (data)
- Gemeinsame Normdatei: 1206353325
- International Standard Name Identifier: 0000 0000 2622 7896
- Library of Congress Control Number: n88100704
- SNAC: w6st92f9
- Virtual International Authority File: 14982838
- WorldCat: E39PBJghmvqxg3jvMCRbMmFYfq